# Windham–Campbell Literature Prize
Der Windham–Campbell Literature Prize ist ein US-amerikanischer Literaturpreis, benannt nach dem Schriftsteller Donald Windham und seinem Lebensgefährten, dem Schauspieler Sandy Campbell. Das Preisgeld beträgt acht Mal 165.000 US-Dollar, womit der Preis zu einem der höchstdotierten Literaturpreise der Welt gehört (und in manchen Kategorien sogar der höchstdotierte Literaturpreis ist). Der Preis wird im Auftrag der Yale University vergeben.

## Geschichte und Vergabekriterien
Im Juni 2011 wurde bekannt, dass Windham die Yale-Universität damit beauftragt hatte, die nach ihm und seinem Lebensgefährten benannten „Donald Windham-Sandy M. Campbell Literature Prizes“ in sieben bis neun Kategorien zu vergeben.
Als Preisträger sollten sowohl bekannte Autoren als auch Autoren, die erst am Anfang ihrer Karriere stehen, in Betracht gezogen werden. Windham selbst hatte nie ein College besucht und am Anfang seiner Karriere mit einer Reihe von Finanzproblemen zu kämpfen gehabt. Deshalb ist heute (Stand 2022) jede der vier Kategorien mit zweimal 165.000 US-Dollar (am Anfang 150.000 US-Dollar) dotiert. Die Preisgelder stammen aus dem Nachlass von Windham, der seine Einnahmen lukrativ anlegte und einen zurückhaltenden Lebensstil pflegte. Obwohl seine Intention bekannt war, verließ er sich bei der Vergabe der Preise auf die Yale University und legte nur wenige Bedingungen fest.
Der Preis wird jeden Frühling in den Kategorien Fiktional, Non-fiktional, Lyrik (seit 2017) und Drama vergeben. Das Auswahlverfahren erfolgt in zwei Stufen. Zunächst werden die Autoren von den Nominierenden vorgeschlagen. Dabei handelt es sich um bekannte Literaturkritiker, frühere Preisträger, andere Schriftsteller, Bibliothekare, Buchhändler, Lektoren, Theaterproduzenten und weitere, deren Expertise in der englischsprachigen Literaturszene geschätzt wird. Jeder Nominierende darf zwei Autoren vorschlagen und muss eine Laudatio für seine Wahl schreiben. Anschließend wird zu den Autoren ein Dossier erstellt.
Die Jury setzt sich pro Kategorie aus drei Personen zusammen, die vom Präsidenten der Yale University ausgewählt werden und entweder dieser Institution angehören oder ebenfalls aus der englischen Literaturwelt stammen. Die anonyme Jury wählt in jeder Kategorie vier Finalisten aus. In einem dritten Schritt entscheidet ein Komitee bestehend aus zwei von Windham persönlich vorgeschlagenen Mitgliedern sowie sieben vom Präsidenten von Yale ernannten Personen über die Vergabe des Preises. Die Gewinner, die von dem Nominierungsprozess bis dahin nichts wussten, werden im Frühling bekannt gegeben, erhalten die Preise jedoch erst im September. Sie müssen ihn persönlich entgegennehmen und an einem mehrtägigen Literaturfestival teilnehmen.
Die ersten Gewinner wurden am 4. März 2013 verkündet. Die Zeremonie fand am 10. September 2013 an der Yale University statt. Im Anschluss fand auch das erste mehrtägige Festival statt.
Die Schirmherrschaft übernimmt Yales Beinecke Rare Book & Manuscript Library, die auch den schriftlichen Nachlass von Windham verwaltet.

## Übersicht der Preisträger

### 2013
- Fiktional: Tom McCarthy (Vereinigtes Königreich)
- Fiktional: James Salter (Vereinigte Staaten)
- Fiktional: Zoë Wicomb (Südafrika)
- Drama: Stephen Adly Guirgis (Vereinigte Staaten)
- Drama: Tarell Alvin McCraney (Vereinigte Staaten)
- Drama: Naomi Wallace (Vereinigte Staaten)
- Nonfiktional: Adina Hoffman (Vereinigte Staaten)
- Nonfiktional: Jonny Steinberg (Südafrika)
- Nonfiktional: Jeremy Scahill (Vereinigte Staaten)

### 2014
- Fiktional: Aminatta Forna (Vereinigtes Königreich/Sierra Leone)
- Fiktional: Jim Crace (Vereinigtes Königreich)
- Fiktional: Nadeem Aslam (Pakistan/Vereinigtes Königreich)
- Drama: Kia Corthron (Vereinigte Staaten)
- Drama: Sam Holcroft (Vereinigtes Königreich)
- Drama: Noëlle Janaczewska (Australien)
- Nonfiktional: John Vaillant (Vereinigte Staaten/Kanada)
- Nonfiktional: Pankaj Mishra (Indien)

### 2015
- Fiktional: Ivan Vladislavić (Südafrika)
- Fiktional: Helon Habila (Nigeria)
- Fiktional: Teju Cole (Nigeria/Vereinigte Staaten)
- Drama: Debbie Tucker Green (Vereinigtes Königreich)
- Drama: Helen Edmundson (Vereinigtes Königreich)
- Drama: Jackie Sibblies Drury (Vereinigte Staaten)
- Nonfiktional: Edmund de Waal (Vereinigtes Königreich)
- Nonfiktional: John Jeremiah Sullivan (Vereinigte Staaten)
- Nonfiktional: Geoff Dyer (Vereinigtes Königreich)

### 2016
- Fiktional: Jerry Pinto (Indien)
- Fiktional: C. E. Morgan (Vereinigte Staaten)
- Fiktional: Tessa Hadley (Vereinigtes Königreich)
- Drama: Abbie Spallen (Irland)
- Drama: Hannah Moscovitch (Kanada)
- Drama: Branden Jacobs-Jenkins (Vereinigte Staaten)
- Nonfiktional: Helen Garner (Australien)
- Nonfiktional: Stanley Crouch (Vereinigte Staaten)
- Nonfiktional: Hilton Als (Vereinigte Staaten)

### 2017
- Fiktional: Erna Brodber (Jamaika)
- Fiktional: André Alexis (Kanada/Trinidad und Tobago)
- Drama: Marina Carr (Irland)
- Drama: Ike Holter (Vereinigte Staaten)
- Nonfiktional: Maya Jasanoff (Vereinigte Staaten)
- Nonfiktional: Ashleigh Young (Neuseeland)
- Lyrik: Carolyn Forché (Vereinigte Staaten)
- Lyrik: Ali Conny Eckermann (Australien/Aborigine)

### 2018
- Fiktional: John Keene (Vereinigte Staaten)
- Fiktional: Jennifer Nansubuga Makumbi (Uganda/Vereinigtes Königreich)
- Drama: Suzan-Lori Parks (Vereinigte Staaten)
- Drama: Lucas Hnath (Vereinigte Staaten)
- Nonfiktional: Sarah Bakewell (Vereinigtes Königreich)
- Nonfiktional: Olivia Laing (Vereinigtes Königreich)
- Lyrik: Lorna Goodison (Kanada/Jamaika)
- Lyrik: Cathy Park Hong (Vereinigte Staaten)

### 2019
- Fiktional: David Chariandy (Kanada)
- Fiktional: Danielle McLaughlin (Irland)
- Drama: Patricia Cornelius (Australien)
- Drama: Young Jean Lee (Vereinigte Staaten)
- Nonfiktional: Raghu Karnad (Indien)
- Nonfiktional: Rebecca Solnit (Vereinigte Staaten)
- Lyrik: Kwame Dawes (Ghana/Jamaika/Vereinigte Staaten)
- Lyrik: Ishion Hutchinson (Jamaika)

### 2020
- Fiktional: Namwali Serpell (Sambia/Vereinigte Staaten)
- Fiktional: Yiyun Li (Vereinigte Staaten)
- Drama: Aleshea Harris (Vereinigte Staaten)
- Drama: Julia Cho (Vereinigte Staaten)
- Non-Fiktional: Maria Tumarkin (Australien)
- Non-Fiktional: Anne Boyer (Vereinigte Staaten)
- Lyrik: Bhanu Kapil (Vereinigte Staaten/Vereinigtes Königreich)
- Lyrik: Jonah Mixon-Webster (Vereinigte Staaten)

### 2021
- Fiktional: Dionne Brand (Kanada/Trinidad und Tobago)
- Fiktional: Renee Gladman (Vereinigte Staaten)
- Drama: Nathan Alan Davis (Vereinigte Staaten)
- Drama: Michael R. Jackson (Vereinigte Staaten)
- Non-Fiktional: Kate Briggs (Vereinigtes Königreich/Niederlande)
- Non-Fiktional: Vivian Gornick (Vereinigte Staaten)
- Lyrik: Canisia Lubrin (Kanada/Saint Lucia)
- Lyrik: Natalie Scenters-Zapico (Vereinigte Staaten)

### 2022
- Fiktional: Tsitsi Dangarembga (Simbabwe)
- Fiktional: Siphiwe Gloria Ndlovu (Simbabwe)
- Drama: Sharon Bridgforth (Vereinigte Staaten)
- Drama: Winsome Pinnock (Vereinigtes Königreich)
- Non-Fiktional: Emmanuel Iduma (Nigeria)
- Non-Fiktional: Margo Jefferson (Vereinigte Staaten)
- Lyrik: Zaffar Kunial (Vereinigtes Königreich)
- Lyrik: Wong May (Irland/Singapur/China)

### 2023
- Fiktional: Ling Ma (Vereinigte Staaten)
- Fiktional: Percival Everett (Vereinigte Staaten)
- Drama: Dominique Morisseau (Vereinigte Staaten)
- Drama: Jasmine Lee-Jones (Vereinigtes Königreich)
- Non-Fiktional: Darran Anderson (Irland/Vereinigtes Königreich)
- Non-Fiktional: Susan Williams (Vereinigtes Königreich)
- Lyrik: Alexis Pauline Gumbs (Vereinigte Staaten)
- Lyrik: dg nanouk okpik (Iñupiat/Inuit)

### 2024
- Fiktional: Deirdre Madden (Irland)
- Fiktional: Kathryn Scanlan (Vereinigte Staaten)
- Drama: Christopher Chen (Vereinigte Staaten)
- Drama: Jen Hadfield (Kanada/Vereinigtes Königreich)
- Non-Fiktional: Christina Sharpe (Kanada/Vereinigte Staaten)
- Non-Fiktional: Hanif Abdurraqib (Vereinigte Staaten)
- Lyrik: M. NourbeSe Philip (Kanada/Trinidad und Tobago)
- Lyrik: Sonya Kelly (Irland)